# José Álamo Delgado
José Álamo Delgado   (Las Palmas de Gran Canaria, 5 de desembre de 1903 - Las Palmas de Gran Canaria, 20 d'abril de 1940) fou un futbolista canari de la dècada de 1920.

## Trajectòria
Fou jugador del Real Club Victoria de Las Palmas entre 1925 i 1929. La temporada 1929-30 va jugar al RCD Espanyol, on disputà nou partits de lliga en els quals marcà dos gols. La temporada posterior jugà a l'Oviedo FC. Jugà amb la selecció de Catalunya a Saragossa un partit en homenatge a Rini, el dia 22 de juny de 1930.